# Симфония № 2 (Сибелиус)
Симфония № 2 ре мажор, опус 43 ― композиция Яна Сибелиуса, завершённая в начале 1902 года и впервые исполненная 8 марта того же года Хельсинкским филармоническим оркестром под управлением автора. Сибелиус сказал, что эта симфония «является исповедью его души».
Примерная продолжительность композиции ― 45 минут.

## Исполнительский состав
Симфония написана для 2 флейт, 2 гобоев, 2 кларнетов, 2 фаготов, 4 валторн, 3 труб, 3 тромбонов, тубы, литавр и струнных.

## Структура
Произведение состоит из четырёх частей:
- 1. Allegretto - Poco allegro - Tranquillo, ma poco a poco ravvivando il tempo all'allegro - Poco largamente - Tempo I - Poco allegro (ре мажор)

- 2. Tempo andante, ma rubato - Poco allegro - Molto largamente - Andante sostenuto - Andante con moto ed energico - Allegro - Poco largamente - Molto largamente - Andante sostenuto - Andante con moto ed energico - Andante - Pesante (ре минор)

- 3. Vivacissimo - Lento e soave - Tempo primo - Lento e soave - (attacca) (си-бемоль мажор)

- 4. Finale: Allegro moderato - Moderato assai - Meno moderato e poco a poco ravvivando il tempo - Tempo I - Largamente e pesante - Poco largamente - Molto largamente (ре мажор)